# Campionato Italiano Velocità 2010
Il campionato italiano velocità 2010  è l'ottantanovesima edizione del campionato italiano velocità. In questa annata sono attive cinque categorie: la Superbike, la Supersport, la Stock 1000, la Stock 600 e la classe 125. La stagione si apre il 18 aprile e termina domenica 17 ottobreː sono previste tre prove in due diversi momenti al Mugello e due prove (una a luglio e una a settembre) a Misano, un solo evento sia a Monza che a Vallelunga per un totale di sette gare.

## Stagione
Il titolo piloti Superbike viene vinto, con una gara d'anticipo rispetto al termine della stagione, da Alessandro Polita con la Ducati 1098R del team Barni Racing, alle sue spalle si posiziona Stefano Cruciani, compagno di marca e di squadra, autore di una vittoria Vallelunga. Al terzo posto Danilo Petrucci su Kawasaki. Il campionato costruttori se lo aggiudica Ducati che vince 6 delle 7 prove stagionali, la settima va a Federico Sandi che vince a Misano con Aprilia.
Il titolo piloti nella categoria Supersport se lo aggiudica Roberto Tamburini sulla Yamaha YZF R6 del team Bike Service Racing che ha prevalso di poche lunghezze su altri quattro piloti: Dionisi, Lamborghini, Migliorati (tutti staccati di soli 4 punti dal leader) e Vizziello (a meno 13 punti dal vertice). Il titolo era stato inizialmente assegnato a Gianluca Vizziello, vincitore dell'ultima gara, ma un'irregolarità tecnica sulla sua moto lo ha escluso consegnando il primo posto in campionato a Tamburini. Grande equilibrio anche nel campionato riservato ai costruttori dove Honda, con quattro vittorie, ha ottenuto il titolo per soli 9 punti su Yamaha che vince le restanti tre.
Nella categoria Stock 1000 il campionato piloti vede primeggiare Ivan Goi con l'Aprilia RSV4 del team Ecodem Racing. Goi vince la gara inaugurale a Vallelunga e difende il primo posto andando a punti in tutte le restanti prove con altri tre piazzamenti a podio. Secondo staccato di diciannove punti si posiziona Luca Verdini sulla Honda CBR1000RR del Emmebi Team, vincitore di due gare. Terzo Danilo Dell'Omo su Suzuki. Per quel che riguarda la graduatoria costruttori, dove ben cinque case motociclistiche ottengono almeno una vittoria, Honda prevale su Aprilia di ventidue punti. Nella Stock 600 il titolo va a Fabio Massei che sopravanza di sette punti Lorenzo Zanetti, entrambi su Yamaha YZF-R6, Yamaha che vince anche il titolo costruttori conquistando sei delle sette gare in calendario, la restante, a Misano va a Davide Fanelli con la CBR600RR.
A giocarsi il titolo della classe 125 sono solo piloti Aprilia, tra questi prevale Francesco Mauriello (una vittoria a Misano) per due punti su Miroslav Popov che ottiene tre vittorie. Tra i costruttori prevale Aprilia che vince tutte le gare di questa edizione del Campionato italiano, al secondo posto un'altra casa motociclistica italiana: Rumi, che conquista due piazzamenti a podio.

## Calendario[12]
La sesta prova, calendarizzata il 19 settembre sul circuito di Imola, viene annullata e rimpiazzata nella stessa data da una seconda prova sul circuito di Misano.
Dove non indicata la nazionalità si intende pilota italiano.
| Data         | Prova | Circuito   | Vincitore         | Vincitore             | Vincitore        | Vincitore          | Vincitore           |
| Data         | Prova | Circuito   | Superbike         | Supersport 600        | Stock 1000       | Stock 600          | Classe 125          |
| ------------ | ----- | ---------- | ----------------- | --------------------- | ---------------- | ------------------ | ------------------- |
| 18 aprile    | 1     | Vallelunga | Stefano Cruciani  | Ilario Dionisi        | Ivan Goi         | Fabio Massei       | Alessandro Tonucci  |
| 2 maggio     | 2     | Monza      | Alessandro Polita | Gianluca Vizziello    | Ayrton Badovini  | Fabio Massei       | Tommaso Gabrielli   |
| 19 giugno    | 3     | Mugello    | Luca Conforti     | Ferruccio Lamborghini | Luca Verdini     | Fabio Massei       | Miroslav Popov      |
| 20 giugno    | 4     | Mugello    | Luca Conforti     | Ferruccio Lamborghini | Luca Verdini     | Fabio Massei       | Miroslav Popov      |
| 4 luglio     | 5     | Misano     | Federico Sandi    | Roberto Tamburini     | Matteo Baiocco   | Davide Fanelli     | Miroslav Popov      |
| 19 settembre | 6     | Misano     | Flavio Gentile    | Gianluca Vizziello    | Domenico Colucci | Lorenzo Zanetti    | Francesco Mauriello |
| 17 ottobre   | 7     | Mugello    | Alessandro Polita | Ilario Dionisi        | Lorenzo Alfonsi  | Berardino Lombardi | Alessandro Tonucci  |

## Superbike

### Iscritti[49]
Dove non indicata la nazionalità si intende pilota italiano.
| Nº  | Pilota                    | Motoclub               | Squadra                   | Motocicletta     | Gomma |
| --- | ------------------------- | ---------------------- | ------------------------- | ---------------- | ----- |
| 1   | Norino Brignola           | Gentlemen's            | Nuova M2 Racing           | Honda CBR1000RR  | D     |
| 2   | Alfio Tricomi             | Centauro               | Ram by Race Mania         | Honda CBR1000RR  | P     |
| 3   | Fabrizio Ippoliti         | Biker's Island         | Biker's Island Racing     | Aprilia RSV4     | D     |
| 4   | Matteo Milanese           | Ram Racing             | RAM by Race Mania         | Yamaha YZF-R1    | P     |
| 4   | Matteo Milanese           | Ram Racing             | RAM by Race Mania         | BMW S1000 RR     | P     |
| 6   | Dario Alberti             | D.N.A. Corse           | D.N.A. Corse              | Kawasaki ZX-10R  |       |
| 7   | Maxim Averkin             | Russia                 |                           | BMW S1000 RR     | D     |
| 8   | Christian Pratelli        | G. Andreani            | VFT Racing                | Kawasaki ZX-10R  | P     |
| 9   | Danilo Petrucci           | Racing Terni           | Team Pedercini            | Kawasaki ZX-10R  | P     |
| 10  | Lorenzo Mauri             | Oggiono                | Barni Racing              | Ducati 1098R     | P     |
| 12  | Stefano Cruciani          | Misano Adriatico       | Barni Racing              | Ducati 1098R     | P     |
| 13  | Christian Rehburg         | Gladio Corse           | Biker's Island Racing     | Suzuki GSX-R1000 | P     |
| 14  | Lorenzo Baroni            | Conselice              |                           | Ducati 1098R     | P     |
| 18  | Omar Menghi               | Nuovo M.C. Pasolini    | VFT Racing                | Kawasaki ZX-10R  | P     |
| 19  | Mitja Emili               | Trieste                | Nuova M2 Racing           | Honda CBR1000RR  | D     |
| 20  | Francesco Ciacci          | Furious Bull Sibarys   | DMR Racing Bike           | Yamaha YZF-R1    | D     |
| 21  | Marco Borciani            | Biassono               | Pata Great Wall           | Ducati 1098R     | P     |
| 23  | Federico Sandi            | Ottobiano              | Gabrielli Michelin Racing | Aprilia RSV4     | M     |
| 24  | Luca Conforti             | Franciacorta           | Barni Racing              | Ducati 1098R     | P     |
| 26  | Enrico Pasini             | Nuove Frontiere        | Bike Service Racing       | Yamaha YZF-R1    | P     |
| 27  | Giacomo Lucchetti         | Pesaro T. Benelli      | Mama Team Racing          | Ducati 1098R     | P     |
| 29  | Giuseppe Zannini          | F. Baracca             | New Magic Moda            | Honda CBR1000RR  | P     |
| 33  | Fabrizio Lai              | Monza                  | ECHO CRS Honda            | Honda CBR1000RR  | P     |
| 36  | Valter Durigon            | O. Tenni               | DMR Racing Bike           | Yamaha YZF-R1    | D     |
| 36  | Valter Durigon            | O. Tenni               | DMR Racing Bike           | BMW S1000 RR     | D     |
| 37  | Davide Caselli            | Franciacorta           | Franciacorta Corse        | Yamaha YZF-R1    | P     |
| 37  | Davide Caselli            | Franciacorta           | Franciacorta Corse        | BMW S1000 RR     | P     |
| 39  | Alessio Aldrovandi        | Porto Maggiore         | Penta Race                | Suzuki GSX-R1000 | P     |
| 40  | Flavio Augusto Gentile    | Wolf & Fox             | Althea Racing             | Ducati 1098R     | D     |
| 41  | Nicola Campedelli         | Biassono               | Team Factory SBK          | MV Agusta        | D     |
| 43  | Claudio Sergiovich        | Gladio Corse           | Suriano Racing            | Suzuki GSX-R1000 |       |
| 47  | Franco Zenatello          | Verona                 |                           | Ducati 1098R     | P     |
| 49  | Enzo Chiapello            | Drivers                | Nuova M2                  | Honda CBR1000RR  | D     |
| 51  | Luca Pedersoli            | Lumezzane              | Grandi Corse              | Ducati 1098R     | P     |
| 53  | Alessandro Polita         | Misano Adriatico       | Barni Racing              | Ducati 1098R     | P     |
| 54  | Alex Pasqualato           | Polisportiva Bottanuco |                           | Kawasaki ZX-10R  | P     |
| 63  | Hugo Marchand             | Francia                |                           | Honda CBR1000RR  | M     |
| 69  | Gianluca Nannelli         | Firenze                |                           | Ducati 1098R     | P     |
| 72  | Cosimo Chirone            | Sport Puglia           |                           | Suzuki GSX-R1000 | M     |
| 73  | Simone Saltarelli         | Ducale                 | Boselli Races Michelin    | Suzuki GSX-R1000 | M     |
| 76  | Alessandro Di Domenico    | Ducale                 |                           | Yamaha YZF-R1    | D     |
| 77  | Hervé Gantner             | FMS                    |                           | Honda CBR1000RR  | P     |
| 80  | Alessandro Coltelli       | Pit Stop Pisa          |                           | Yamaha YZF-R1    |       |
| 86  | Cosimo Damiano Diviccaro  | Sport Puglia           | FM Moto Racing            | Yamaha YZF-R1    | P     |
| 88  | Valerio Rufoloni          | Amici x la Moto        |                           | Suzuki GSX-R1000 | D     |
| 91  | Riccardo Fusco            | Fox                    |                           | Yamaha YZF-R1    | P     |
| 94  | Fulvio Faccietti          | Ducale                 | Team Pedercini            | Kawasaki ZX-10R  | P     |
| 95  | Fabrizio Pellizzon        | O. Tenni               | Gabrielli Michelin Racing | Aprilia RSV4     | M     |
| 101 | Dario Piatti              |                        | Team Factory SBK          | MV Agusta        |       |
| 107 | Mauro Goffi               | Bassa Bergamasca       | Kuja Racing               | BMW S1000 RR     | P     |
| 111 | Giovanni Baggi            | Pandino                | Grandi Corse              | Ducati 1098R     | P     |
| 113 | Paolo Blora               | G.S. Fiamme Oro        | T.R. Corse                | Ducati 1098R     | P     |
| 141 | Cristiano Ascanio         | Paolo Tordi            | D.N.A. Corse              | Yamaha YZF-R1    | D     |
| 152 | Samuel Maggiori           | Mimmo Borse            |                           | Yamaha YZF-R1    | P     |
| 188 | Riccardo Di Pietrogiacomo | Gladio Corse           | Suriano Racing            | Suzuki GSX-R1000 | P     |
| 464 | Adriano Narducci          |                        |                           | Ducati 1098R     |       |
| 888 | Andrea Poggi              | C.P. 93                |                           | BMW S1000 RR     | D     |

| Legenda            |
| ------------------ |
| Pilota wildcard    |
| Pilota sostitutivo |

### Classifiche

#### Classifica Piloti[1]
| Pos. | Pilota                    | Moto         | 1 VAL | 2 MON | 3 MUG | 4 MUG | 5 MIS | 6 MIS | 7 MUG | P.ti |
| ---- | ------------------------- | ------------ | ----- | ----- | ----- | ----- | ----- | ----- | ----- | ---- |
| 1    | Alessandro Polita         | Ducati       | 2     | 1     | 3     | 2     | 2     | 2     | 1     | 146  |
| 2    | Stefano Cruciani          | Ducati       | 1     | 3     | 2     | 5     | 4     | Rit   | 2     | 105  |
| 3    | Danilo Petrucci           | Kawasaki     | 6     | 2     | 4     | 6     | 6     | Rit   | 3     | 79   |
| 4    | Luca Conforti             | Ducati       |       | 5     | 1     | 1     | 3     | Rit   | Rit   | 77   |
| 5    | Federico Sandi            | Aprilia      | 3     | Rit   | Rit   | Rit   | 1     | 8     | 12    | 53   |
| 6    | Marco Borciani            | Ducati       | 4     | 4     | 8     | 8     | 5     |       | Rit   | 53   |
| 7    | Norino Brignola           | Honda        | 5     | Rit   | 5     | 4     | Rit   | 3     |       | 51   |
| 8    | Alessio Aldrovandi        | Suzuki       |       | 6     | 9     | Rit   | 7     | 9     | 4     | 46   |
| 9    | Luca Pedersoli            | Ducati       | 8     | Rit   | 11    | 10    | 11    | 7     | 8     | 41   |
| 10   | Simone Saltarelli         | Suzuki       | Rit   | 8     | 12    | 11    | Rit   | 4     | 6     | 40   |
| 11   | Flavio Gentile            | Ducati       | Rit   | Rit   | Rit   | 13    | 9     | 1     | 13    | 38   |
| 12   | Giovanni Baggi            | Ducati       | Rit   | 9     | 6     | 3     | Rit   |       | 14    | 35   |
| 13   | Lorenzo Mauri             | Ducati       | 7     | Rit   | Rit   | 9     | 10    | 6     | Rit   | 32   |
| 14   | Fulvio Faccietti          | Kawasaki     | 9     | 10    | 16    | Rit   | 12    | 11    | Rit   | 22   |
| 15   | Davide Caselli            | Yamaha e BMW | 11    |       | 13    | Rit   | Rit   | 10    | 9     | 21   |
| 16   | Franco Zenatello          | Ducati       |       |       | 7     | 7     |       |       |       | 18   |
| 17   | Francesco Ciacci          | Yamaha       | 10    | 12    | 20    | NP    | 13    | 15    | Rit   | 14   |
| 18   | Enrico Pasini             | Yamaha       | 22    | Rit   | 23    | NP    | 8     | Rit   | 11    | 13   |
| 19   | Gianluca Nannelli         | Ducati       |       |       |       |       |       |       | 5     | 11   |
| 20   | Fabrizio Lai              | Honda        |       |       |       |       |       | 5     |       | 11   |
| 21   | Lorenzo Baroni            | Ducati       |       |       |       |       |       |       | 7     | 9    |
| 22   | Fabrizio Pellizzon        | Aprilia      | Rit   | 7     |       |       |       |       |       | 9    |
| 23   | Valerio Rufoloni          | Suzuki       | 12    | 14    | 14    | 15    | 17    |       |       | 9    |
| 24   | Giuseppe Zannini          | Honda        | 16    | 11    | 19    | NP    | 16    | 14    | Rit   | 7    |
| 25   | Giacomo Lucchetti         | Ducati       | 15    | Rit   | 15    | 12    | 15    |       |       | 7    |
| 26   | Mitja Emili               | Honda        |       |       |       |       |       |       | 10    | 6    |
| 27   | Hugo Marchand             | Honda        |       |       | 10    | Rit   |       |       |       | 6    |
| 28   | Andrea Poggi              | BMW          |       |       |       |       |       | 12    |       | 4    |
| 29   | Paolo Blora               | Ducati       | 14    | Rit   | Rit   | 14    |       |       |       | 4    |
| 30   | Cristiano Ascanio         | Yamaha       |       |       |       |       | 19    | 13    | 23    | 3    |
| 31   | Hervè Gantner             | Honda        |       | 13    |       |       |       |       |       | 3    |
| 32   | Cosimo D. Diviccaro       | Yamaha       | 13    | Rit   | 18    | Rit   |       | Rit   | 21    | 3    |
| 33   | Samuel Maggiori           | Yamaha       |       |       |       |       | 14    |       |       | 2    |
| 34   | Alessandro Coltelli       | Yamaha       |       |       | NP    | NP    |       |       | 15    | 1    |
| 35   | Riccardo Di Pietrogiacomo | Suzuki       | 17    | 15    | Rit   | Rit   | 20    | Rit   | 20    | 1    |
| Pos. | Pilota                    | Moto         | 1 VAL | 2 MON | 3 MUG | 4 MUG | 5 MIS | 6 MIS | 7 MUG | P.ti |

| Legenda | 1º posto        | 2º posto            | 3º posto           | A punti      | Senza punti        | Grassetto – Pole position Corsivo – Giro più veloce |
| Legenda | Gara non valida | Non qual./Non part. | Ritirato/Non class | Squalificato | '-' Dato non disp. | Grassetto – Pole position Corsivo – Giro più veloce |

#### Costruttori[2]
| Pos. | Costruttore | 1 VAL | 2 MON | 3 MUG | 4 MUG | 5 MIS | 6 MIS | 7 MUG | P.ti |
| ---- | ----------- | ----- | ----- | ----- | ----- | ----- | ----- | ----- | ---- |
| 1    | Ducati      | 1     | 1     | 1     | 1     | 2     | 1     | 1     | 170  |
| 2    | Kawasaki    | 6     | 2     | 4     | 6     | 6     | 11    | 3     | 84   |
| 3    | Aprilia     | 3     | 7     | Rit   | Rit   | 1     | 8     | 12    | 62   |
| 4    | Honda       | 5     | 11    | 5     | 4     | 16    | 3     | 10    | 62   |
| 5    | Suzuki      | 12    | 6     | 9     | 11    | 7     | 4     | 4     | 61   |
| 6    | Yamaha      | 10    | 12    | 13    | 17    | 13    | 11    | 11    | 24   |
| 7    | BMW         |       | 18    | 21    | NP    | Rit   | 10    | 9     | 13   |
| NC   | MV Agusta   | Rit   |       | Rit   | Rit   |       |       |       | 0    |

## Supersport

### Iscritti[50]
Dove non indicata la nazionalità si intende pilota italiano.
| Nº  | Pilota                       | Motoclub             | Squadra                  | Motocicletta        | Gomma |
| --- | ---------------------------- | -------------------- | ------------------------ | ------------------- | ----- |
| 3   | Cristiano Migliorati         | Biassono             | Puccetti Racing Kawasaki | Kawasaki ZX-6R      | P     |
| 4   | Roberto Tamburini            | A.S. Motodomani      | Bike Service Racing      | Yamaha YZF R6       | M     |
| 5   | Alessio Velini               | Jarno Saarinen       | Velini Racing            | Yamaha YZF R6       | D     |
| 6   | Diego Giugovaz               | Biassono             | Puccetti Racing Kawasaki | Kawasaki ZX-6R      | P     |
| 7   | Oleg Pozdneev                | Russia               | Riva Moto                | Yamaha YZF R6       | D     |
| 8   | Alessio Corradi              |                      |                          | Triumph Daytona 675 |       |
| 9   | Alessandro Bonecchi Borgazzi | Inverunese           | Bargy Design             | Yamaha YZF R6       | M     |
| 10  | Paolo Vino                   | Inverunese           | Bargy Design             | Yamaha YZF R6       | M     |
| 11  | Mirko Giansanti              | Tracing              | Padova Motocorse         | Triumph Daytona 675 | D     |
| 12  | Andrea Pasetto               | Pompone              | VELMOTOR 2000            | Honda CBR600RR      | P     |
| 14  | Alessandro Torcolacci        | Mascalzoni Campani   |                          | Honda CBR600RR      | M     |
| 15  | Fabio Evangelista            | Ravenna              |                          | Honda CBR600RR      | D     |
| 18  | Ivan Clementi                | Monterosato          |                          | Honda CBR600RR      | M     |
| 19  | Valery Yurchenko             | Russia               | Riva Moto                | Yamaha YZF R6       | D     |
| 21  | Florian Marino               | Cannes               | Emmebi Team              | Honda CBR600RR      | P     |
| 23  | Giuliano Rovelli             | Porta Nuova          |                          | Triumph Daytona 675 | P     |
| 24  | Eduard Blokhin               | Russia               | Riva Moto                | Yamaha YZF R6       | P     |
| 28  | Ferruccio Lamborghini        | Prorace              | Media Action by Pro Race | Yamaha YZF R6       | D     |
| 31  | Massimiliano Iannone         | Gentlemen's Roma     |                          | Yamaha YZF R6       |       |
| 32  | Damien Berclaz               | Biassono             |                          | Yamaha YZF R6       | P     |
| 33  | Paola Cazzola                | Wild Boak            | Kuja Racing              | Honda CBR600RR      | P     |
| 35  | Gilles Boccolini             | Marchetti            |                          | Honda CBR600RR      | D     |
| 39  | Alessandro Gramigni          | Firenze              | TNT Racing               | Yamaha YZF R6       | D     |
| 45  | Gianluca Vizziello           | Biassono             | VELMOTOR 2000            | Honda CBR600RR      | P     |
| 47  | Marco Pirazzoli              | Nuove Frontiere      |                          | Honda CBR600RR      | D     |
| 51  | Alessia Polita               | Misano Adriatico     | Biker's Island Racing    | Honda CBR600RR      | D     |
| 55  | Roberto Lunadei              | Quarantaquattro      |                          | Honda CBR600RR      | D     |
| 57  | Ilario Dionisi               | Gentlemen's Roma     | Scuderia Improve         | Honda CBR600RR      | M     |
| 61  | Fabio Menghi                 | Nuovo M.C. Pasolini  | VFT Racing               | Yamaha YZF R6       | D     |
| 63  | Danilo Paoloni               | Gentlemen's Roma     |                          | Yamaha YZF R6       | M     |
| 73  | Diego Ciavattini             | Misano Adriatico     |                          | Honda CBR600RR      | D     |
| 75  | Sergio Ruggiero              | Monaco               |                          | Yamaha YZF R6       | D     |
| 77  | Fabrizio Lai                 | Monza O.C.           | ECHO CRS Honda           | Honda CBR600RR      | D     |
| 79  | Fabien Foret                 | Francia              | Lorenzini by Leoni       | Kawasaki ZX-6R      | P     |
| 81  | Cristiano Erbacci            | M.C. RBC Racing Team | TNT Racing               | Yamaha YZF R6       | P     |
| 84  | Mattia Roncoroni             | Azzate               |                          | Yamaha YZF R6       |       |
| 85  | Alessio Palumbo              | MC Racing            | Puccetti Racing Kawasaki | Kawasaki ZX-6R      | P     |
| 88  | Mark Aitchison               | Australia            | Kuja Racing              | Honda CBR600RR      | P     |
| 89  | Ricky Parker                 | Porto Viro           | VELMOTOR 2000            | Honda CBR600RR      | P     |
| 96  | Jonatan Gallina              | Firenze              | Ram by Race Mania        | Yamaha YZF R6       | D     |
| 99  | Tommaso Totti                | Nuovo M.C. Pasolini  |                          | Yamaha YZF R6       | P     |
| 107 | Giovanni Altomonte           | Biassono             | Kuja Racing              | Honda CBR600RR      | P     |
| 111 | Jeremy Guarnoni              | Francia              |                          | Yamaha YZF R6       |       |
| 121 | William Marconi              | Marconi Racing       | Ram by Race Mania        | Yamaha YZF R6       | D     |
| 128 | Simone Vicentin              | La Pattuglia         | Ram by Race Mania        | Yamaha YZF R6       | D     |
| 131 | Mario Giuseppe Barone        | Turing Ragusa        |                          | Yamaha YZF R6       | P     |
| 177 | Gabriele Martinelli          | Fastbikers Team      |                          | Yamaha YZF R6       | D     |
| 183 | Adam Strizzolo               |                      |                          | Yamaha YZF R6       |       |
| 343 | Federico D'Annunzio          | Passo Cordone        | Martini Corse            | Yamaha YZF R6       | P     |

| Legenda            |
| ------------------ |
| Pilota wildcard    |
| Pilota sostitutivo |

### Classifiche

#### Classifica Piloti[3]
| Pos. | Pilota                | Moto     | 1 VAL | 2 MON | 3 MUG | 4 MUG | 5 MIS | 6 MIS | 7 MUG | P.ti |
| ---- | --------------------- | -------- | ----- | ----- | ----- | ----- | ----- | ----- | ----- | ---- |
| 1    | Roberto Tamburini     | Yamaha   | 2     | 9     | 3     | 6     | 1     | 8     | 3     | 102  |
| 2    | Ilario Dionisi        | Honda    | 1     | 12    | 2     | 15    | 2     | 13    | 1     | 98   |
| 3    | Ferruccio Lamborghini | Yamaha   | 4     | 3     | 1     | 1     | 7     | Rit   | 6     | 98   |
| 4    | Cristiano Migliorati  | Kawasaki | 5     | 2     | 5     | 5     | 3     | 7     | 2     | 98   |
| 5    | Gianluca Vizziello    | Honda    | 7     | 1     | 4     | 12    | 4     | 1     | SQ    | 89   |
| 6    | Alessio Velini        | Yamaha   | 6     | Rit   | Rit   | 4     | 6     | 2     | 4     | 66   |
| 7    | Giuseppe M. Barone    | Yamaha   | Rit   | 5     | 9     | 8     | 5     | 3     | 7     | 62   |
| 8    | Alessandro Gramigni   | Yamaha   |       |       | 7     | 2     |       |       | 5     | 40   |
| 9    | Diego Ciavattini      | Honda    | 3     | 16    | 12    | 9     | Rit   | 4     | Rit   | 40   |
| 10   | Ivan Clementi         | Honda    | 9     | 11    | Rit   | 3     | 8     | 16    |       | 36   |
| 11   | Mirko Giansanti       | Triumph  | Rit   | 4     | 6     | 7     | SQ    | Rit   | Rit   | 32   |
| 12   | Cristiano Erbacci     | Yamaha   | 11    | 6     | 8     | Rit   | 10    | Rit   | Rit   | 29   |
| 13   | Alessio Palumbo       | Kawasaki |       | 8     | Rit   | Rit   | 9     | 6     | Rit   | 25   |
| 14   | Fabio Menghi          | Yamaha   |       | 21    | 14    | 14    | 12    | 5     | 11    | 24   |
| 15   | Fabrizio Lai          | Honda    | Rit   | 7     | 10    | 10    | Rit   |       |       | 21   |
| 16   | Roberto Lunadei       | Honda    |       |       | 13    | 17    |       | 9     | 8     | 18   |
| 17   | Danilo Paoloni        | Yamaha   | 13    | 10    | 15    | 16    |       | 15    | 12    | 15   |
| 18   | Paolo Vino            | Yamaha   | 12    | 18    | 17    | 19    | 15    | 10    |       | 11   |
| 19   | Alessandro Bonecchi   | Yamaha   | Rit   | 19    | 16    | 11    | 14    | Rit   | 13    | 10   |
| 20   | Sergio Ruggiero       | Yamaha   | 10    |       |       |       | 13    |       |       | 9    |
| 21   | Diego Giugovaz        | Kawasaki | 8     |       |       |       |       |       |       | 8    |
| 22   | Mark Aitchison        | Honda    |       |       |       |       |       |       | 9     | 7    |
| 23   | Florian Marino        | Honda    |       | 14    | 11    |       |       |       |       | 7    |
| 24   | Alessandro Torcolacci | Honda    |       |       |       |       |       |       | 10    | 6    |
| 25   | William Marconi       | Yamaha   |       |       |       |       |       | 11    |       | 5    |
| 26   | Gilles Boccolini      | Honda    |       |       |       |       | 11    |       |       | 5    |
| 27   | Tommaso Totti         | Yamaha   | 14    | 23    | 20    | 13    | Rit   | Rit   | Rit   | 5    |
| 28   | Marco Pirazzoli       | Honda    | 15    | 20    |       |       |       | 14    | 14    | 5    |
| 29   | Andrea Pasetto        | Honda    |       |       | 23    | 22    | Rit   | 12    |       | 4    |
| 30   | Jonatan Gallina       | Yamaha   | Rit   | 13    |       |       |       |       |       | 3    |
| 31   | Damien Berclaz        | Yamaha   | Rit   | 25    | 22    | 20    | 18    | Rit   | 15    | 1    |
| 32   | Federico D'Annunzio   | Yamaha   |       | 15    |       |       |       |       |       | 1    |
| Pos. | Pilota                | Moto     | 1 VAL | 2 MON | 3 MUG | 4 MUG | 5 MIS | 6 MIS | 7 MUG | P.ti |

| Legenda | 1º posto        | 2º posto            | 3º posto           | A punti      | Senza punti        | Grassetto – Pole position Corsivo – Giro più veloce |
| Legenda | Gara non valida | Non qual./Non part. | Ritirato/Non class | Squalificato | '-' Dato non disp. | Grassetto – Pole position Corsivo – Giro più veloce |

#### Costruttori[5]
| Pos. | Costruttore | 1 VAL | 2 MON | 3 MUG | 4 MUG | 5 MIS | 6 MIS | 7 MUG | P.ti |
| ---- | ----------- | ----- | ----- | ----- | ----- | ----- | ----- | ----- | ---- |
| 1    | Honda       | 1     | 1     | 2     | 3     | 2     | 1     | 1     | 156  |
| 2    | Yamaha      | 2     | 3     | 1     | 1     | 1     | 2     | 3     | 147  |
| 3    | Kawasaki    | 5     | 2     | 5     | 5     | 3     | 6     | 2     | 99   |
| 4    | Triumph     | Rit   | 4     | 6     | 7     | SQ    | Rit   | Rit   | 32   |

## Stock 1000

### Iscritti[51]
- Dove non indicata la nazionalità si intende pilota italiano.
- Tutti i piloti sono equipaggiati da gomme Pirelli.[52]

| Nº  | Pilota                 | Motoclub             | Squadra                       | Motocicletta     |
| --- | ---------------------- | -------------------- | ----------------------------- | ---------------- |
| 5   | Marco Bussolotti       | Team Q.D.P.          | All Service System by Q.D.P.  | Honda CBR1000RR  |
| 6   | Riccardo Della Ceca    | Mimmo Corse          | Rosso e Nero                  | Yamaha YZF-R1    |
| 7   | Rene Maehr             | OSK                  |                               | Suzuki GSX-R1000 |
| 8   | Andrea Antonelli       | AX 52                |                               | Honda CBR1000RR  |
| 9   | Danilo Dell'Omo        | Città di Latina      | Suriano Racing                | Suzuki GSX-R1000 |
| 10  | Riccardo Chiarello     | Brogliano            | Play Racing                   | Yamaha YZF-R1    |
| 11  | Rocco Andriotta        | Foggia               | Suriano Racing                | Suzuki GSX-R1000 |
| 12  | Ivan Goi               | Viadana              | Ecodem Racing                 | Aprilia RSV4     |
| 14  | Lorenzo Baroni         |                      |                               | Ducati 1098R     |
| 15  | Matteo Baiocco         | Biassono             | Team Pedercini                | Kawasaki ZX 10R  |
| 18  | Vittorio Bortone       | Giulianova           | BWG Racing                    | Yamaha YZF-R1    |
| 19  | Danilo Petrucci        | Racing Terni         | Team Pedercini                | Kawasaki ZX 10R  |
| 22  | Matteo Gabrielli       | Pompone              | Gabrielli Racing Team Aprilia | Aprilia RSV4     |
| 23  | Luca Verdini           | Paolo Tordi          | Emmebi Team                   | Honda CBR1000RR  |
| 24  | Michele Conti          | Morena               | Kuja Racing                   | BMW S1000 RR     |
| 27  | Thomas Caiani          | Biassono             | Emmebi Team                   | Honda CBR1000RR  |
| 29  | Daniele Beretta        | Biassono             |                               | BMW S1000 RR     |
| 34  | Davide Giugliano       | Gentlemen's          | Team06                        | Suzuki GSX-R1000 |
| 37  | Andrea Boscoscuro      | Santorso             | All Service System by Q.D.P.  | Honda CBR1000RR  |
| 41  | Lorenzo Alfonsi        | Sestese              | Gomme & Service               | Honda CBR1000RR  |
| 41  | Lorenzo Alfonsi        | Sestese              | Kuja Racing                   | BMW S1000 RR     |
| 43  | Angelo Raffaele Rubino | Karma                |                               | Yamaha YZF-R1    |
| 47  | Eddi La Marra          | Monaco               |                               | Honda CBR1000RR  |
| 48  | Stefano Cantagallo     | Patavinus            | Play Racing                   | Yamaha YZF-R1    |
| 58  | Gabriel Berclaz        | Biassono             |                               | Honda CBR1000RR  |
| 59  | Matteo Di Donato       | Chieti               |                               | BMW S1000 RR     |
| 64  | Danilo Andric Silva    | Brasile              | Kuja Racing                   | Honda CBR1000RR  |
| 77  | Marco Muzio            | Sestrese             | Scuderia Improve              | Honda CBR1000RR  |
| 81  | Gino Salvatore         | Wolves Bikers        | Trasimeno Yamaha Junior       | Yamaha YZF-R1    |
| 83  | Russell Holland        | Australia            |                               | KTM 1190 RC8 R   |
| 86  | Ayrton Badovini        | BMW Motorrad         |                               | BMW S1000 RR     |
| 89  | Domenico Colucci       | Matera Corse         | Barni Racing                  | Ducati 1098R     |
| 91  | Riccardo Fusco         | Fox                  |                               | Yamaha YZF-R1    |
| 96  | Jonathan Gallina       |                      | Ram by Race Mania             | BMW S1000 RR     |
| 99  | Emanuele Russo         | Gentlemen's          |                               | Suzuki GSX-R1000 |
| 111 | Tsuda Kazuma           | Giappone             | Ecodem Racing Aprilia         | Aprilia RSV4     |
| 119 | Michele Magnoni        | G. Morbidelli        |                               | Honda CBR1000RR  |
| 123 | Chris Seaton           | Australia            |                               | KTM 1190 RC8 R   |
| 131 | Patrizio Valsecchi     | Moto Velo Club Lecco |                               | Aprilia RSV4     |
| 189 | Nico Vivarelli         | Monaco               |                               | Honda CBR1000RR  |
| 191 | Francesco Tramarin     | La Favorita Sarego   | Gabrielli Racing Team Aprilia | Aprilia RSV4     |

| Legenda            |
| ------------------ |
| Pilota wildcard    |
| Pilota sostitutivo |

### Classifiche

#### Classifica Piloti[6]
| Pos. | Pilota                 | Moto        | 1 VAL | 2 MON | 3 MUG | 4 MUG | 5 MIS | 6 MIS | 7 MUG | P.ti |
| ---- | ---------------------- | ----------- | ----- | ----- | ----- | ----- | ----- | ----- | ----- | ---- |
| 1    | Ivan Goi               | Aprilia     | 1     | 2     | 2     | 4     | 7     | 4     | 2     | 120  |
| 2    | Luca Verdini           | Honda       |       | 3     | 1     | 1     | 3     | 13    | 3     | 101  |
| 3    | Danilo Dell'Omo        | Suzuki      | 3     | 8     | 6     | 8     | 5     | 3     | 9     | 76   |
| 4    | Matteo Baiocco         | Kawasaki    | 4     |       | 9     | 7     | 1     | 10    | 7     | 69   |
| 5    | Marco Bussolotti       | Honda       | 2     | 12    | 4     | 5     | 2     |       |       | 68   |
| 6    | Lorenzo Alfonsi        | Honda e BMW | 6     | 9     | 11    | Rit   | 9     | 6     | 1     | 64   |
| 7    | Domenico Colucci       | Ducati      | Rit   | 4     | 8     | 3     | Rit   | 1     | Rit   | 62   |
| 8    | Marco Muzio            | Honda       | 5     | 13    | 3     | 9     | 6     | 12    | 11    | 56   |
| 9    | Riccardo Della Ceca    | Yamaha      | Rit   | Rit   | 5     | 6     | 8     | 9     | 8     | 44   |
| 10   | Patrizio Valsecchi     | Aprilia     | 9     | 10    | 13    | 10    | 11    | 8     | 14    | 37   |
| 11   | Andrea Boscoscuro      | Honda       |       |       |       |       |       | 2     | 6     | 30   |
| 12   | Gino Salvatore         | Yamaha      | Rit   | Rit   | 7     | 15    | 13    | 5     | 12    | 28   |
| 13   | Ayrton Badovini        | BMW         |       | 1     |       |       |       |       |       | 25   |
| 14   | Rocco Andriotta        | Suzuki      | 12    | 15    | 17    | 2     | 16    | Rit   | Rit   | 25   |
| 15   | Michele Conti          | BMW         | 8     | Rit   | 10    | 16    | 12    | 16    |       | 18   |
| 16   | Russell Holland        | KTM         | 7     | 14    |       |       | 10    |       |       | 17   |
| 17   | Riccardo Fusco         | Yamaha      |       |       | 15    | 13    | 14    | 7     | 16    | 15   |
| 18   | Andrea Antonelli       | Honda       |       |       |       |       |       |       | 4     | 13   |
| 19   | Davide Giugliano       | Suzuki      |       |       |       |       | 4     |       |       | 13   |
| 20   | Eddi La Marra          | Honda       |       |       |       |       |       |       | 5     | 11   |
| 21   | Danilo Petrucci        | Kawasaki    |       | 5     |       |       |       |       |       | 11   |
| 22   | Michele Magnoni        | Honda       |       | 6     |       |       |       |       |       | 10   |
| 23   | Daniele Beretta        | BMW         |       | 7     |       |       |       |       |       | 9    |
| 24   | Riccardo Chiarello     | Yamaha      |       |       | 12    | Rit   | Rit   | 11    | 18    | 9    |
| 25   | Gabriel Berclaz        | Honda       | 13    | 16    | 16    | 12    | SQ    | 15    | 17    | 8    |
| 26   | Vittorio Bortone       | Yamaha      | Rit   | Rit   | 14    | 11    |       | Rit   | Rit   | 7    |
| 27   | Stefano Cantagallo     | Yamaha      | 11    | 17    |       | 14    |       |       |       | 7    |
| 28   | Chris Seaton           | KTM         |       |       |       |       |       | Rit   | 10    | 6    |
| 29   | Thomas Caiani          | Honda       | 10    |       |       |       |       |       |       | 6    |
| 30   | Emanuele Russo         | Suzuki      | SQ    | 11    |       |       |       |       |       | 5    |
| 31   | Angelo Raffaele Rubino | Yamaha      |       |       |       |       |       | 14    | 13    | 5    |
| 32   | Nico Vivarelli         | Honda       |       |       |       |       |       |       | 15    | 1    |
| 33   | Danilo Andric Silva    | Honda       |       | 18    | 18    | Rit   | 15    | Rit   |       | 1    |
| Pos. | Pilota                 | Moto        | 1 VAL | 2 MON | 3 MUG | 4 MUG | 5 MIS | 6 MIS | 7 MUG | P.ti |

| Legenda | 1º posto        | 2º posto            | 3º posto           | A punti      | Senza punti        | Grassetto – Pole position Corsivo – Giro più veloce |
| Legenda | Gara non valida | Non qual./Non part. | Ritirato/Non class | Squalificato | '-' Dato non disp. | Grassetto – Pole position Corsivo – Giro più veloce |

#### Costruttori[7]
| Pos. | Costruttore | 1 VAL | 2 MON | 3 MUG | 4 MUG | 5 MIS | 6 MIS | 7 MUG | P.ti |
| ---- | ----------- | ----- | ----- | ----- | ----- | ----- | ----- | ----- | ---- |
| 1    | Honda       | 2     | 3     | 1     | 1     | 2     | 2     | 3     | 142  |
| 2    | Aprilia     | 1     | 2     | 2     | 4     | 7     | 4     | 2     | 120  |
| 3    | Suzuki      | 3     | 8     | 6     | 2     | 4     | 3     | 9     | 90   |
| 4    | BMW         | 8     | 1     | 10    | 16    | 9     | 6     | 1     | 81   |
| 5    | Kawasaki    | 4     | 5     | 9     | 7     | 1     | 10    | 7     | 80   |
| 6    | Ducati      | Rit   | 4     | 8     | 3     | Rit   | 1     | Rit   | 62   |
| 7    | Yamaha      | 11    | 17    | 5     | 6     | 8     | 5     | 8     | 53   |
| 8    | KTM         | 7     | 14    |       |       | 10    | Rit   | 10    | 23   |

## Stock 600

### Iscritti[53]
- Dove non indicata la nazionalità si intende pilota italiano.
- Tutti i piloti sono equipaggiati da gomme Dunlop.[52]

| Nº  | Pilota                   | Motoclub            | Squadra                   | Motocicletta   |
| --- | ------------------------ | ------------------- | ------------------------- | -------------- |
| 1   | Andrea Boscoscuro        | Santorso            | RCGM 2B Team Corse        | Yamaha YZF R6  |
| 2   | Pietro Osnato            | Gentlemen's Roma    | FM Motoracing             | Yamaha YZF R6  |
| 3   | Giuliano Gregorini       | Paolo Tordi         | Elle 2 Ciatti             | Yamaha YZF R6  |
| 4   | Roberto Farinelli        | Paolo Tordi         | Gomme & Service           | Yamaha YZF R6  |
| 8   | Lorenzo Zanetti          | Lumezzane           | TNT Racing                | Yamaha YZF R6  |
| 9   | Rosario Paratore         | Paolo Tordi         |                           | Yamaha YZF R6  |
| 10  | Luca Vitali              | Paolo Tordi         | Media Action by Pro Race  | Yamaha YZF R6  |
| 11  | Alessio Sportoletti      | Spoleto             | SCAP BSC Corse            | Yamaha YZF R6  |
| 12  | Franco Morbidelli        | T. Benelli          | Media Action by Pro Race  | Yamaha YZF R6  |
| 13  | Berardino Lombardi       | D.G. Racing         | Martini Corse             | Yamaha YZF R6  |
| 14  | Federico Biaggi          | Misano Adriatico    | RCGM 2B Team Corse        | Yamaha YZF R6  |
| 15  | Giovanni Ferraro         |                     |                           | Yamaha YZF R6  |
| 16  | Andrea Spadaro           | Trieste             | Nuova M2                  | Yamaha YZF R6  |
| 17  | Roberto Anastasia        | Morena              |                           | Yamaha YZF R6  |
| 19  | Nico Morelli             | White Blue Team     | 851 Racing                | Yamaha YZF R6  |
| 20  | Raffaele Vargas          | Conselice           | Gomme & Service           | Honda CBR600RR |
| 21  | William Marconi          | Marconi Racing      |                           | Yamaha YZF R6  |
| 22  | Kevin Dittadi            | Spinea              | Riviera FCC               | Yamaha YZF R6  |
| 23  | Luca Verdini             |                     |                           | Honda CBR600RR |
| 24  | Marco Colandrea          | Lesa                | Bike Service Racing       | Yamaha YZF R6  |
| 25  | Federico Monti           | Team Fuori di Testa |                           | Yamaha YZF R6  |
| 27  | Gianluigi Busiello       | Sant'Anastasia      | Team Prometeo             | Yamaha YZF R6  |
| 30  | Marino Pavone            | Gentlemen's Roma    | FM Moto Racing            | Yamaha YZF R6  |
| 33  | Simone Sancioni          | Paolo Tordi         | RCGM 2B Team Corse        | Yamaha YZF R6  |
| 34  | Fabio Massei             | Pielle-Villasandra  | Piellemoto                | Yamaha YZF R6  |
| 36  | Leandro Denis Mercado    | Gentlemen's Roma    | BWG Racing                | Kawasaki ZX-6R |
| 40  | Nicolò Lagiongada        | Turbo Lento         |                           | Honda CBR600RR |
| 53  | Nicola Morrentino        | Ariano M.R.         | Media Action by Pro Race  | Yamaha YZF R6  |
| 58  | Vincenzo Muscari         | A-Benz              | Team Prometeo             | Yamaha YZF R6  |
| 69  | Gennaro Romano           | Piccole Pesti       | Bike e Motoracing         | Yamaha YZF R6  |
| 72  | Thomas Caiani            | Biassono            | Team Prometeo             | Yamaha YZF R6  |
| 74  | Gennaro Sabatino         | Calvizzano-Gegè 74  |                           | Yamaha YZF R6  |
| 75  | Francesco Cocco          | Piccole Pesti       | Elle 2 Ciatti             | Yamaha YZF R6  |
| 77  | Stefano Casalotti        | Daniel Bonara       | Media Action by Pro Race  | Yamaha YZF R6  |
| 81  | Salvatore Torrisi        | N.B. Racing Team    |                           | Yamaha YZF R6  |
| 84  | Riccardo Russo           | Piccole Pesti       | Bike e Motoracing         | Yamaha YZF R6  |
| 88  | Roberto Leoni            | Mizar               | Trasimeno Yamaha Junior   | Yamaha YZF R6  |
| 92  | Luca Fabrizio            | Monaco              | Gomme & Service           | Honda CBR600RR |
| 93  | Giovanni Daniele Priulla | Paolo Tordi         | RCGM 2B Team Corse        | Yamaha YZF R6  |
| 94  | Kevin Caloroso           | Zeta Team           | Play Team                 | Yamaha YZF R6  |
| 95  | Emiliano Ambrogioni      | Gentlemen's Roma    | Elle 2 Ciatti             | Yamaha YZF R6  |
| 99  | Andrea Zanella           | Tazio Nuvolari      | Gomme & Service           | Honda CBR600RR |
| 102 | Daniele Moschini         | Franco Uncini       |                           | Yamaha YZF R6  |
| 111 | Pietro Maglioni          | Ravenna             | 851 Racing                | Yamaha YZF R6  |
| 115 | Gabriele Cottini         | Montepulciano       | Improve Racing            | Honda CBR600RR |
| 117 | Juan Felipe Velasco      | Biassono            | Trasimeno Yamaha Junior   | Yamaha YZF R6  |
| 118 | Andrea Pirazzoli         | Santerno            | DNA Corse                 | Yamaha YZF R6  |
| 119 | Mirko Zappon             | Porto Viro          | New Magic Moda            | Honda CBR600RR |
| 127 | Davide Fanelli           | Team Q.D.P.         | All Service System by QDP | Honda CBR600RR |
| 154 | Tommaso Lorenzetti       | Gentlemen's Roma    | Real Racing               | Yamaha YZF R6  |
| 177 | Gabriele Martinelli      | Fastbikers Team     |                           | Yamaha YZF R6  |
| 195 | Tedi Basic               | Croazia             | RCGM 2B Team Corse        | Yamaha YZF R6  |
| 211 | Marco Marcheluzzo        | Firenze             | New Magic Moda            | Honda CBR600RR |
| 341 | Kevin Terranova          | Turbo Lento         |                           | Honda CBR600RR |
| 343 | Federico D'Annunzio      | 2P Passo Cordone    | Martini Corse             | Yamaha YZF R6  |
| 415 | Federico Dittadi         | Spinea              | Riviera FCC               | Yamaha YZF R6  |
| 691 | Paolo Toccacieli         | GMT Racing          |                           | Kawasaki ZX-6R |

| Legenda            |
| ------------------ |
| Pilota wildcard    |
| Pilota sostitutivo |

### Classifiche

#### Classifica Piloti[8]
| Pos. | Pilota                 | Moto     | 1 VAL | 2 MON | 3 MUG | 4 MUG | 5 MIS | 6 MIS | 7 MUG | P.ti |
| ---- | ---------------------- | -------- | ----- | ----- | ----- | ----- | ----- | ----- | ----- | ---- |
| 1    | Fabio Massei           | Yamaha   | 1     | 1     | 1     | 1     | 3     | 8     | 8     | 132  |
| 2    | Lorenzo Zanetti        | Yamaha   | 2     | SQ    | 2     | 2     | 2     | 1     | 2     | 125  |
| 3    | Berardino Lombardi     | Yamaha   | 3     | 3     | SQ    | 3     | 4     | 6     | 1     | 96   |
| 4    | Davide Fanelli         | Honda    | 9     | 12    | 6     | 4     | 1     | 2     | 5     | 90   |
| 5    | Riccardo Russo         | Yamaha   | 4     | Rit   | 5     | 6     | 5     | Rit   | 4     | 58   |
| 6    | Marco Marcheluzzo      | Honda    | 10    | 4     | 9     | 10    | 9     | 10    | Rit   | 45   |
| 7    | Leandro Mercado        | Kawasaki | 7     | 11    | Rit   | Rit   | 6     | 9     | 7     | 40   |
| 8    | Federico Biaggi        | Yamaha   | 11    | 6     | 8     | 20    | 10    | 7     | 20    | 38   |
| 9    | Tommaso Lorenzetti     | Yamaha   | 5     | Rit   | Rit   | 8     | Rit   | 4     | Rit   | 32   |
| 10   | Roberto Farinelli      | Yamaha   | 6     | 5     | Rit   | 7     |       | Rit   | Rit   | 30   |
| 11   | Luca Vitali            | Yamaha   | 20    | Rit   | 12    | 22    | 7     | 16    | 3     | 29   |
| 12   | Nico Morelli           | Yamaha   | 28    | 22    | 4     | Rit   |       | 5     | 13    | 27   |
| 13   | Pietro Maglioni        | Yamaha   | 21    | 19    | 7     | Rit   | NP    | 3     | Rit   | 25   |
| 14   | Giuliano Gregorini     | Yamaha   | 8     | Rit   | 3     | Rit   | NP    | 17    | Rit   | 24   |
| 15   | Federico Monti         | Yamaha   | 17    | 8     | Rit   | 9     | 12    | 19    | 12    | 23   |
| 16   | Andrea Boscoscuro      | Yamaha   |       | 2     | Rit   | Rit   |       |       |       | 20   |
| 17   | Raffaele Vargas        | Honda    | 22    | Rit   | 11    | 11    | 14    | 14    | 10    | 20   |
| 18   | Simone Sancioni        | Yamaha   | Rit   | Rit   |       |       | 8     | 18    | 6     | 18   |
| 19   | William Marconi        | Yamaha   | 12    | 10    | 10    | 18    | 18    |       |       | 16   |
| 20   | Nicola Jr. Morrentino  | Yamaha   | Rit   | 23    | 15    | 5     | 16    | 25    |       | 12   |
| 21   | Daniele Moschini       | Yamaha   | 26    | 7     | 13    | 16    | NP    |       |       | 12   |
| 22   | Nicolò Lagiongada      | Honda    | 19    | 9     | 23    | 14    |       | 13    | 16    | 12   |
| 23   | Francesco Cocco        | Yamaha   | 15    | 16    | 18    | 23    | 11    | 27    | 11    | 11   |
| 24   | Federico Dittadi       | Yamaha   | 23    | 15    | SQ    | 13    | 15    | 12    |       | 9    |
| 25   | Gabriele Cottini       | Honda    |       |       |       |       |       |       | 9     | 7    |
| 26   | Andrea Spadaro         | Yamaha   |       |       | 21    | 17    | 17    | 11    | 14    | 7    |
| 27   | Marco Colandrea        | Yamaha   | 14    |       | 14    | 15    | NP    | 20    |       | 5    |
| 28   | Gennaro Antonio Romano | Yamaha   | 25    | 17    | 16    | 12    | Rit   |       |       | 4    |
| 29   | Stefano Casalotti      | Yamaha   | Rit   | Rit   | SQ    | Rit   | 13    |       | 15    | 4    |
| 30   | Vincenzo Muscari       | Yamaha   | 29    | 13    | SQ    | Rit   | NP    |       |       | 3    |
| 31   | Kevin Dittadi          | Yamaha   | 13    | Rit   |       |       |       |       |       | 3    |
| 32   | Gennaro Sabatino       | Yamaha   | 18    | 14    |       |       | Rit   |       |       | 2    |
| 33   | Rosario Paratore       | Yamaha   |       |       |       |       |       | 15    | 24    | 1    |
| Pos. | Pilota                 | Moto     | 1 VAL | 2 MON | 3 MUG | 4 MUG | 5 MIS | 6 MIS | 7 MUG | P.ti |

| Legenda | 1º posto        | 2º posto            | 3º posto           | A punti      | Senza punti        | Grassetto – Pole position Corsivo – Giro più veloce |
| Legenda | Gara non valida | Non qual./Non part. | Ritirato/Non class | Squalificato | '-' Dato non disp. | Grassetto – Pole position Corsivo – Giro più veloce |

#### Costruttori[9]
| Pos. | Costruttore | 1 VAL | 2 MON | 3 MUG | 4 MUG | 5 MIS | 6 MIS | 7 MUG | P.ti |
| ---- | ----------- | ----- | ----- | ----- | ----- | ----- | ----- | ----- | ---- |
| 1    | Yamaha      | 1     | 1     | 1     | 1     | 2     | 1     | 1     | 170  |
| 2    | Honda       | 9     | 4     | 6     | 4     | 1     | 2     | 5     | 99   |
| 3    | Kawasaki    | 7     | 11    | Rit   | Rit   | 6     | 9     | 7     | 40   |

## Classe 125

### Iscritti[54]
Dove non indicata la nazionalità si intende pilota italiano.
| Nº  | Pilota                 | Motoclub            | Squadra                  | Motocicletta     | Gomma |
| --- | ---------------------- | ------------------- | ------------------------ | ---------------- | ----- |
| 1   | Riccardo Moretti       |                     | Ellegi Racing            | Aprilia RS 125 R | D     |
| 4   | Elia Cunti             | Nuovo M.C. Pasolini | Ecodem Racing            | Honda RS125R     | D     |
| 5   | Romano Fenati          | Acc. Moto Italiana  | Ellegi Racing            | Aprilia RS 125 R | D     |
| 7   | Mattia Tarozzi         | Marzeno             | Faenza Racing            | Aprilia RS 125 R | D     |
| 9   | Alessandro Giorgi      | Misano Adriatico    | VFT Racing               | Aprilia RS 125 R | D     |
| 10  | Giovanni Bonati        | Ducale              | Junior GP Racing Dream   | Aprilia RS 125 R | D     |
| 11  | Nazzareno Lumina       | Biassono            | Matteoni Racing          | Aprilia RS 125 R | D     |
| 14  | Tommaso Gabrielli      | Pompone             | Gabrielli Racing         | Aprilia RS 125 R | B     |
| 16  | Andrea Migno           | Nuovo M.C. Pasolini |                          | Honda RS125R     | D     |
| 19  | Alessandro Tonucci     | Paolo Tordi         | Junior GP Racing Dream   | Aprilia RS 125 R | D     |
| 22  | Matteo Gabrielli       | Pompone             | Gabrielli Racing         | Aprilia RS 125 R | B     |
| 23  | Niccolò Antonelli      | Nuovo M.C. Pasolini | Gabrielli Racing         | Aprilia RS 125 R | D     |
| 24  | Davide Zenari          | Ducale              | Ecodem Racing            | Honda RS125R     | D     |
| 28  | Paolo Giacomini        | Morrovalle          | Gabrielli Racing         | Aprilia RS 125 R | B     |
| 32  | Nicolas Stizza         | Civitanova          | Grillini Bridgestone PBR | Aprilia RS 125 R | B     |
| 43  | Francesco Mauriello    | Piccole Pesti       | Matteoni Racing          | Aprilia RS 125 R | D     |
| 44  | Andrea Tucci           | Turbo...lento       |                          | Honda RS125R     | D     |
| 45  | Marco Faccani          | Ravenna             |                          | Honda RS125R     | D     |
| 48  | Alessandro Torlaschi   | Motodromo           |                          | Honda RS125R     | D     |
| 52  | Gondo Toshimitsu       | Chivasso            | Grillini Bridgestone PBR | Aprilia RS 125 R | B     |
| 56  | Péter Sebestyén        |                     | Ellegi Racing            | Aprilia RS 125 R |       |
| 63  | Davide Stirpe          | Zeta Team           | CRP Racing               | Honda RS125R     | D     |
| 72  | Federico Fazzina       | BM Racing           | Ellegi Racing            | Aprilia RS 125 R | D     |
| 73  | Manuel Tatasciore      | Paolo Tordi         | Junior GP Racing Dream   | Aprilia RS 125 R | D     |
| 74  | Kevin Calia            | Nuove Frontiere     | Rumi 125GP Team          | Rumi 125GP       | D     |
| 76  | Hiroki Ono             | RFME                | Rumi 125GP Team          | Rumi 125GP       | D     |
| 77  | Manuel Alejandro Pardo | Sassuolo            | Ellegi Racing            | Aprilia RS 125 R |       |
| 80  | Armando Pontone        | F. Mancini 2000     | Junior GP Racing Dream   | Aprilia RS 125 R | D     |
| 88  | Massimo Parziani       | Portomaggiore       | Grillini Bridgestone PBR | Aprilia RS 125 R | B     |
| 91  | Francesco Tramarin     | La Favorita Sarego  | Gabrielli Racing         | Aprilia RS 125 R |       |
| 95  | Miroslav Popov         | Racing Terni        | Ellegi Racing            | Aprilia RS 125 R | D     |
| 96  | Andrea Mantovani       |                     | Ellegi Racing            | Aprilia RS 125 R |       |
| 98  | Lorenzo Cintio         | Orioli Racing       | RGCM 2B Team Corse       | Aprilia RS 125 R | D     |
| 100 | Luigi Morciano         | Misano Adriatico    | Junior GP Racing Dream   | Aprilia RS 125 R | D     |
| 105 | Gabriele Ferro         | Biassono            | Faenza Racing            | Aprilia RS 125 R | D     |
| 123 | Roberto Marchetti      | Gentlemen's         | Ellegi Racing            | Aprilia RS 125 R |       |

| Legenda            |
| ------------------ |
| Pilota wildcard    |
| Pilota sostitutivo |

### Classifiche

#### Classifica Piloti[10]
| Pos. | Pilota              | Moto    | 1 VAL | 2 MON | 3 MUG | 4 MUG | 5 MIS | 6 MIS | 7 MUG | P.ti |
| ---- | ------------------- | ------- | ----- | ----- | ----- | ----- | ----- | ----- | ----- | ---- |
| 1    | Francesco Mauriello | Aprilia | Rit   | 2     | 2     | 3     | 7     | 1     | 9     | 97   |
| 2    | Miroslav Popov      | Aprilia | Rit   | 7     | 1     | 1     | 1     | 15    | Rit   | 95   |
| 3    | Alessandro Tonucci  | Aprilia | 1     | 4     | 15    | 5     | Rit   | 6     | 1     | 85   |
| 4    | Armando Pontone     | Aprilia | 4     | 5     | 4     | 2     | 4     | 16    | 4     | 83   |
| 5    | Hiroki Ono          | Rumi    |       | Rit   | 5     | 8     | 5     | 3     | 9     | 55   |
| 6    | Niccolò Antonelli   | Aprilia | Rit   |       | 8     | Rit   | 3     | 9     | 2     | 51   |
| 7    | Kevin Calia         | Rumi    | 15    |       | 3     | 6     | 9     | 4     | 12    | 51   |
| 8    | Davide Stirpe       | Honda   | 14    | Rit   | 6     | 13    | 13    | 2     | 8     | 46   |
| 9    | Tommaso Gabrielli   | Aprilia | 11    | 1     | 13    | 12    | 10    | 14    |       | 45   |
| 10   | Massimo Parziani    | Aprilia | 8     | Rit   | 10    | 10    | 8     | 5     | Rit   | 39   |
| 11   | Giovanni Bonati     | Aprilia | 9     | 9     | Rit   | 4     | 6     | Rit   | Rit   | 37   |
| 12   | Luigi Morciano      | Aprilia | 5     | Rit   |       |       |       | 7     | 3     | 36   |
| 13   | Romano Fenati       | Aprilia | 10    | Rit   | 7     | Rit   | 2     | Rit   | Rit   | 35   |
| 14   | Toshimitsu Gondo    | Aprilia | 3     | Rit   | 9     | Rit   | 15    | 17    | 5     | 35   |
| 15   | Alessandro Giorgi   | Aprilia | Rit   | 3     | Rit   | Rit   | 12    | 8     | 11    | 33   |
| 16   | Nicolas Stizza      | Aprilia | 6     | Rit   | 14    | 7     | Rit   |       |       | 22   |
| 17   | Mattia Tarozzi      | Aprilia | 2     | Rit   |       |       |       | Rit   |       | 20   |
| 18   | Manuel Tatasciore   | Aprilia |       |       | 12    | 15    | Rit   | 11    | 6     | 20   |
| 19   | Matteo Gabrielli    | Aprilia | 12    | 7     | 16    | 19    | 11    | Rit   |       | 18   |
| 20   | Nazzareno Lumino    | Aprilia | 13    | 8     | Rit   | 11    | Rit   |       |       | 16   |
| 21   | Gabriele Ferro      | Aprilia |       |       | 11    | 9     | 14    |       |       | 14   |
| 22   | Federico Fazzina    | Aprilia |       |       | 17    | 14    |       | 12    | 14    | 8    |
| 23   | Elia Cunti          | Honda   |       |       |       |       | Rit   | Rit   | 10    | 6    |
| 24   | Marco Faccani       | Honda   |       |       |       |       |       | 10    |       | 6    |
| 25   | Andrea Migno        | Honda   | SQ    | 10    | 19    | 18    | Rit   | Rit   | 16    | 6    |
| 26   | Andrea Tucci        | Honda   |       |       | 18    | 16    |       | 13    | 15    | 4    |
| 27   | Paolo Giacomini     | Aprilia |       |       |       |       |       |       | 13    | 3    |
| Pos. | Pilota              | Moto    | 1 VAL | 2 MON | 3 MUG | 4 MUG | 5 MIS | 6 MIS | 7 MUG | P.ti |

| Legenda | 1º posto        | 2º posto            | 3º posto           | A punti      | Senza punti        | Grassetto – Pole position Corsivo – Giro più veloce |
| Legenda | Gara non valida | Non qual./Non part. | Ritirato/Non class | Squalificato | '-' Dato non disp. | Grassetto – Pole position Corsivo – Giro più veloce |

#### Costruttori[11]
| Pos. | Costruttore | 1 VAL | 2 MON | 3 MUG | 4 MUG | 5 MIS | 6 MIS | 7 MUG | P.ti |
| ---- | ----------- | ----- | ----- | ----- | ----- | ----- | ----- | ----- | ---- |
| 1    | Aprilia     | 1     | 1     | 1     | 1     | 1     | 1     | 1     | 175  |
| 2    | Rumi        | 15    | Rit   | 3     | 6     | 5     | 3     | 7     | 63   |
| 3    | Honda       | 14    | 10    | 6     | 13    | 13    | 2     | 8     | 52   |

## Sistema di punteggio
| Pos.  | 1  | 2  | 3  | 4  | 5  | 6  | 7 | 8 | 9 | 10 | 11 | 12 | 13 | 14 | 15 | 16> |
| Punti | 25 | 20 | 16 | 13 | 11 | 10 | 9 | 8 | 7 | 6  | 5  | 4  | 3  | 2  | 1  | 0   |